# 4
Évszázadok: i. e. 1. század – 1. század – 2. század
Évtizedek: i. e. 40-es évek – i. e. 30-as évek – i. e. 20-as évek – i. e. 10-es évek – i. e. 1-es évek – 1-es évek – 10-es évek – 20-as évek – 30-as évek – 40-es évek – 50-es évek
Évek: i. e. 2 – i. e. 1 – 1 – 2 –  3 – 4 – 5 – 6 – 7 – 8 – 9

## Események

### Római Birodalom
- Sextus Aelius Catust és Caius Sentius Saturninust választják consulnak.
- Caius Caesar, Augustus császár unokája és kijelölt örököse súlyosan megbetegszik egy Örményországban szerzett kisebb sebesülésének elfertőződése miatt és február 21-én, 23 éves korában meghal. Mivel másfél évvel korábban a császár másik unokája is meghalt, utódlási tervei összeomlanak. Ezért adoptálja korábban kegyvesztetté vált mostohafiát, Tiberiust (akit örököseként nevez meg), valamint megmaradt unokáját, Agrippa Postumust.
- Tiberius a császár utasítására adoptálja unokaöccsét, Germanicus Iulius Caesart (bátyjának, Nero Claudius Drususnak és Antonia Minornak – Augustus unokahúgának – fiát).
- Tiberiust a Rajnán túlra küldik, a germán felkelés leverésére. Legyőzi a Canninefati, Attuarii és a Bructeri törzseket, a heruszkokat pedig római szövetségessé teszi. Segimer heruszk király két fia, Arminius és Flavus lesz a parancsnoka a római hadsereg heruszk segédcsapatainak.
- Augustus paráználkodásért száműzött lányának, Iuliának engedélyezik, hogy apró Pandateria szigetéről Rhegiumba költözzön, de Rómába nem térhet vissza.
- Elfogadják a Lex Aelia Sentiát, amely szabályozza a rabszolgák felszabadítását. A tulajdonosnak legalább 20 évesnek, a felszabadítandó rabszolgának pedig 30 évesnek kell lennie.
- Meghal II. Ariobarzanész, akit Augustus két évvel korábban nevezett ki a vitatott hovatartozású Örményország élére. Utóda fia, IV. Artavazdész.

### Pártus Birodalom
- Örményország Rómának való átengedése miatt a pártus nemesség elűzi V. Phraatész királyt és anyját Musa királynőt (aki eredetileg itáliai rabszolganő volt), ők pedig Rómában keresnek menedéket. A trónt III. Oródész szerzi meg.

### Korea
- Meghal Hjokkosze, Silla királyságának alapítója. Utóda legidősebb fia, Namhe.

### Kína
- Ping császár feleségül veszi Vang Mang régens lányát, még inkább megnövelve annak befolyását.

## Születések
- Temusin kogurjói király
- Lucius Junius Moderatus Columella, római író, mezőgazdász

## Halálozások
- február 21. – Caius Caesar, Augustus császár unokája
- II. Ariobarzanész örmény király
- Hjokkosze, Silla királya
- Caius Asinius Pollio, római politikus, író, történetíró

## Fordítás
- Ez a szócikk részben vagy egészben  az   AD 4 című angol Wikipédia-szócikk ezen változatának fordításán alapul.  Az eredeti cikk szerkesztőit annak laptörténete sorolja fel. Ez a jelzés csupán a megfogalmazás eredetét és a szerzői jogokat jelzi, nem szolgál a cikkben szereplő információk forrásmegjelöléseként.